# Тихончик, Анатолий Анатольевич
Анатолий Анатольевич Тихончик (27 января 1976, Минск) — белорусский футболист, нападающий.

## Биография
Воспитанник минской СДЮСШОР № 5, первый тренер — Игорь Васильевич Ждан. Взрослую карьеру начинал в клубах «Рада» (Клецк) во второй лиге Белоруссии и «Кардан-Флаерс» (Гродно) в первой лиге, где выступал во время военной службы. Затем снова играл во второй лиге за «Сантанас» (Самохваловичи) и «Неман» (Столбцы).
В 1998 году перешёл в клуб высшего дивизиона «Шахтёр» (Солигорск) и играл за него следующие семь лет. Двукратный бронзовый призёр чемпионата (2002, 2004), обладатель Кубка Белоруссии 2004 года. В 2003 году стал лучшим снайпером своего клуба с 17 голами, а среди всех снайперов лиги был третьим, отстав от пары лидеров на один гол. Всего за солигорский клуб забил 49 голов в чемпионатах страны. Принимал участие в матчах еврокубков.
В 2005 году играл в высшей лиге за «Гомель», а на следующий год — за «Неман» (Гродно).
В 2007 году провёл по половине сезона в «Граните» (Микашевичи) и «Белшине» (Бобруйск), игравших в первой лиге. Затем два года играл в первой лиге за «Верас» (Несвиж), в обоих сезонах был лучшим снайпером своего клуба — 13 голов в 2008 году и 8 голов в 2009 году. В 2008 году занял пятое место в споре бомбардиров лиги. Затем несколько лет играл в любительских соревнованиях, а также выступал в мини-футболе. Был капитаном мини-футбольного «Вераса» и в сезоне 2009/10 занял пятое место в споре бомбардиров чемпионата Белоруссии по мини-футболу с 33 голами, продолжал выступать за клуб и в сезоне 2010/11. В 2014 году провёл сезон во второй лиге за клуб «Белита-Витекс» (Узда), по окончании сезона завершил карьеру.
Всего в высшей лиге Белоруссии сыграл 207 матчей, забил 54 гола.